# Malmo (Nebraska)
Pour les articles homonymes, voir Malmö (homonymie).
Malmo est un village du comté de Saunders, dans l'État du Nebraska, aux États-Unis. En 2020, il comptait une population de 94 habitants.